# Lê Duy Chỉ
Lê Duy Chỉ (chữ Hán: 黎維祗,1774- 1787) là con trai thứ chín của hoàng thái tử Lê Duy Vỹ, em ruột vua Lê Chiêu Thống.

## Ra đời
Lê Duy Chỉ sinh năm 1774,  là người trong hoàng tộc nhà Hậu Lê, em thứ ba vua Lê Chiêu Thống (Duy Kỳ) và Duy Du, tục gọi ông Hoàng Ba.
Ông bị chúa Trịnh bắt giam từ thuở nhỏ, cùng chung số phận với anh ông, may nhờ một người cung tần mưu cứu ra khỏi, đem giấu tại làng Dịch Vọng để đưa trốn trên Sơn Tây, nhưng rồi ông cũng bị bắt lại, giam trong ngục đề lĩnh tới gần 10 năm. Đến khi có loạn kiêu binh, anh em ông mới được ra thoát.

## Cầu cứu nhà Thanh
Khi Võ Văn Nhậm đem quân ra đánh chiếm Thăng Long, Lê Chiêu Thống chạy sang Kinh Bắc, ông cũng chạy lên Tuyên Quang. Bấy giờ Lê Thái Hậu lại sang xin nhà Thanh cứu viện. Do đó Tôn Sĩ Nghị lấy cớ sang đánh nước ta.
Chiêu Thống trở về Thăng Long, ông được phong Dực Võ Công. Ngồi chưa ấm ngai vàng, thì Nguyễn Huệ đã từ Phú Xuân kéo quân ra đánh đuổi ngoại xâm cứu nước.

## Qua đời
Chiêu Thống chạy sang Trung Hoa, ông không chạy theo kịp, ở lại trong nước, đóng đồn tại Bảo Lạc, kết liền với các dân Mường, Mán và Lào, chống giữ được trên hai tháng. Rốt lại, ông và các tướng đều bị bắt giải về Phú Xuân, riêng ông bị kết án trầm hà (đem xuống sông trấn nước chết) vào năm Canh Tuất 1790.